# Eagle River (Wabigoon River)
Der Eagle River (englisch für „Adler-Fluss“) ist ein Fluss im Kenora District im Südwesten der kanadischen Provinz Ontario.
Er bildet den 17 km langen Abfluss des Eagle Lake. Er verlässt den See an dessen Nordufer und fließt in nördlicher Richtung am gleichnamigen Ort vorbei und mündet schließlich in den nach Westen fließenden Wabigoon River. Das Einzugsgebiet des Flusses umfasst etwa 2510 km². Der mittlere Abfluss beträgt 18 m³/s.